# Giuseppe Aonzo
Giuseppe Aonzo (Savona, 24 maggio 1887 – Savona, 1º gennaio 1954) è stato un comandante marittimo e militare italiano.
Nacque a Savona in via della Pescheria nella zona del porto, respirò sin da subito l'aria salmastra del mare e crebbe ascoltando i racconti dei marinai quali favole dell infanzia. Il percorso di studi lo portò a diplomarsi al locale istituto nautico e, sin da subito, a prendere il mare su batterli mercantili. Svolse il servizio militare di leva in marina, venendo arruolato nel 1907. Il 1º gennaio 1908 venne nominato allievo timoniere, nel maggio dello stesso anno ottenne il grado di timoniere e nell'ottobre fu nominato sottocapo timoniere. Il 12 novembre 1908 venne posto in congedo illimitato.
Crebbe lavorando nella marina mercantile e, grazie alla sua competenza passione, dedizione  e caparbietà, divenne capitano di lungo corso. Durante la prima guerra mondiale, dopo l'entrata in guerra del Regno d'Italia contro l'Impero austro-ungarico, venne chiamato alle armi per necessità dalla Regia Marina italiana e la sua esperienza marinaresca, nonché la qualifica di capitano di lungo corso, gli permisero di essere inquadrato con il grado di capo nocchiere di 2ª classe.
Dopo poco tempo venne nominato guardiamarina di complemento trasferito dalle navi grigie alla flottiglia MAS di stanza a Venezia, venendo nominato Comandante del mezzo navale più piccolo , ma il più insidioso della Marina italiana. Il suo nome è legato all impresa di Premuda assieme all allora  Capitano di Corvetta Luigi Rizzo, con il quale partecipò il 10 giugno 1918, all'impresa di Premuda nella quale i due MAS 15 e 21, comandati rispettivamente da Gori e Aonzo, attaccarono una formazione austriaca comprendente le due corazzate Szent István e Tegetthoff, il cacciatorpediniere Velebit e sei caccia di scorta, tre a dritta tre a sinistra del convoglio attaccato dai due MAS. Nell'azione, il MAS 15 di Rizzo, lanciò i due siluri che esplosero contro la Szent István, che affondò; il MAS 21, agli ordini di Aonzo, lanciò i suoi due siluri contro la Tegetthoff: il primo la colpì ma non l'affondò, il secondo per un difetto alle tenaglie si staccò tardi e scivolò a poppavia della corazzata, come risulta da lettera che Aonzo scrisse a un amico.. Questa azione gli valse la concessione della medaglia d'oro al valor militare e la promozione a sottotenente di vascello in servizio permanente effettivo, la Legion d'onore E citation dell arme francese, la Navy Cross statunitense, Ordine di San Michele e San Giorgio inglese, Ordine di San Maurizio e Lazzaro e l'Ordine di San Gregorio Magno vaticano.
Dopo la fine della prima guerra mondiale gli fu concesso dalla Regia Marina, su sua richiesta, il congedo per ritornare a solcare i mari al comando delle petroliere. Dal 16 agosto 1940, con il grado di capitano di fregata di complemento, partecipò alla seconda guerra mondiale al comando dei piroscafi Rossigni, Italia e Diamante.A terra comando la Piazza di Crotone e membro commissione allestimenti  Terminato il conflitto fu trasferito nella riserva per raggiunti limiti di età e il 24 maggio 1945, esattamente trent'anni dopo lo scoppio della prima guerra mondiale, riprese il suo lavoro alla Standard Oil, che nel frattempo era diventata Esso Standard.
Aonzo da marinaio coscritto di leva si congedo Capitano di Fregata passando da truppa graduato sottufficiale ufficiale inferiore a ufficiale superiore ma non come militare di carriera ma come marinaio della Marina mercantile prestato alla Patria
Morì a Savona il 1º gennaio 1954. Il 22 settembre 2007 la caserma della Capitaneria di porto di Savona è stata intitolata a Giuseppe Aonzo MOVM.
Il 10 giugno 2013 all'Accademia navale di Livorno è stato donato dalla famiglia Grillo Aonzo, con il contributo del Gruppo ANMI "Vanni Folco" di Savona, un suo busto bronzeo, installato lungo il viale dei Pini all'interno dell'Accademia stessa; l'opera è stata realizzata dalla scultrice albisolese Anna Matola.
Il 11 ottobre 2013 il calco utilizzato per realizzare il busto bronzeo è stato donato, su desiderio della famiglia, al Museo di scienze nautiche Leon Pancaldo di Savona, istituto frequentato dal comandante Aonzo.
Copia in terracotta rossa è stata donata, sempre dalla famiglia Grillo Aonzo, al museo navale della Spezia il 4 dicembre 2014.
Nel centenario dell'impresa la famiglia offre il vaso del Confuoco all'associazione "A Campanassa" che lo dona al comune di Savona sua città natale (vaso realizzato dalla fabbrica Ernan di Albissola Superiore, artista sig.ra Alida sotto la direzione del sig. Tino Canepa nel classico stile bianco blu).
Luglio 2019 installazione di una targa in ceramica, sempre della fabbrica Ernan, alla torre Leon Pancaldo in Savona sede della locale sezione ANMI, targa riportante motivazione della medaglia d’oro, il testamento spirituale del comandante e la descrizione del carattere dell’eroe e patriota.
La presidenza nazionale dell Associazione Nazionale Marinai d Italia ha accolto la delibera del consiglio direttivo della sezione savonese così che dal 2023 la sezione ANMI SAVONA e dedicata a Giuseppe Aonzo e Vanni FOLCO

## Onorificenze

### Onorificenze italiane
Ordine di San Maurizio e Lazzaro 
Croce di guerra